# FC Casa Estrella del Benfica
Az FC Casa Estrella del Benfica andorrai labdarúgócsapat L’Aldosa de la Massana falucskából. Jelenleg az andorrai másodosztályban.

## Eredményei

### Bajnoki múlt
A Casa Estrella del Benfica helyezései az andorrai labdarúgó-bajnokság élvonalában.
| Idény   | Helyezés |
| ------- | -------- |
| 2007–08 | 8. hely  |
| 2010–11 | 8. hely  |

## Külső hivatkozások
- Adatlapja az uefa.com-on (angolul)
- Adatlapja Archiválva 2016. március 4-i dátummal a Wayback Machine-ben a foot.dk-n (angolul)
- Adatlapja[halott link] a weltfussballarchiv.com-on (angolul)
- Legutóbbi mérkőzései a soccerway.com-on (angolul)